# Sonic Mass
Sonic Mass è il terzo album in studio del gruppo crust punk britannico Amebix, pubblicato nel 2011.

## Tracce
1. Days – 4:05
2. Shield Wall – 1:54
3. The Messenger – 4:16
4. God of the Grain – 4:14
5. Visitation – 6:46
6. Sonic Mass (Part 1) – 3:37
7. Sonic Mass (Part 2) – 3:54
8. Here Comes the Wolf – 3:46
9. The One – 5:12
10. Knights of the Black Sun – 5:46

## Formazione
- The Baron Rockin von Aphid (Rob Miller) — basso, voce
- Stig Da Pig (Chris Miller) — chitarre
- Roy Mayorga — batteria, tastiere